# Karl Reber (Archäologe)
Karl Reber (* 29. Januar 1955 in Solothurn) ist ein Schweizer Klassischer Archäologe.

## Leben
Karl Reber absolvierte seine Schulzeit am Humanistischen Gymnasium Basel und studierte von 1975 bis 1981 Klassische Archäologie, Vorderorientalische Archäologie und Ur- und Frühgeschichte an der Universität Basel und der Universität Freiburg i. Br. Nach einem Studienaufenthalt an der Universität München schloss er 1986 seine Doktorarbeit über das Thema Untersuchungen zur handgemachten Keramik Griechenlands in der submykenischen, protogeometrischen und geometrischen Zeit an der Universität Basel ab. Von 1984 bis 1985 war er Assistent von Ernst Berger am Antikenmuseum Basel, von 1985 bis 1992 wissenschaftlicher Sekretär der Schweizerischen Archäologischen Schule in Griechenland. 1992 bis 1996 folgte eine Assistenz an der Universität Basel, wo er sich 1995 mit der Arbeit Die klassischen und hellenistischen Wohnhäuser im Westquartier von Eretria habilitierte.
1996 wurde er zum Assistenzprofessor, 2001 zum Titularprofessor ernannt. Während verschiedener Lehrstuhlvertretungen unterrichtete er an den Universitäten Zürich, Bern und Neuenburg. 2005 wurde er als ordentlicher Professor für Klassische Archäologie an die Universität Lausanne berufen. Von 2007 bis 2021 leitete er zudem als Direktor der Schweizerischen Archäologischen Schule in Griechenland die Ausgrabungen in Eretria und Amarynthos (Euböa, Griechenland). Reber ist Vorstandsmitglied des Kulturvereins der Freunde Griechenlands Basel, Ehrenmitglied der Gesellschaft für Euböische Studien (Etaireia Euboikon Spoudon) und der Amitiés Gréco-Suisse, sowie korrespondierendes Mitglied des Österreichischen Archäologischen Instituts und des Deutschen Archäologischen Instituts. 2023 wurde er für seine Verdienste um den kulturellen Austausch zwischen Griechenland und der Schweiz zum Kommandeur des Phönix-Ordens ernannt.

## Schriften (Auswahl)
- Untersuchungen zur handgemachten Keramik Griechenlands in der submykenischen, protogeometrischen und geometrischen Zeit. Paul Aström Verlag, Jonsered 1991, ISBN 91-7081-044-3
- mit Pierre Ducrey, Ingrid R. Metzger: Le Quartier de la Maison aux mosaïques. (= Eretria. Fouilles et recherches VIII). Payot, Lausanne 1993, ISBN 2-601-03119-0
- Die klassischen und hellenistischen Wohnhäuser im Westquartier (= Eretria. Ausgrabungen und Forschungen X). Payot, Lausanne 1998, ISBN 2-601-03214-6
- mit Chantal Martin Pruvot, Thierry Theurillat (Hrsg.): ausgegraben! Schweizer Archäologen erforschen die griechische Stadt Eretria. Katalog der Ausstellung im Antikenmuseum Basel und Sammlung Ludwig vom 22. September 2010 – 30. Januar 2011. Schwabe, Basel 2010, ISBN 978-3-7965-2670-1
  - Französische Ausgabe: Cité sous terre. Des archéologues suisses explorent la cité grecque d’Erétrie. Infolio, Gollion 2010, ISBN 978-2-88474-403-4
- mit Florence Bertholet (Hrsg.): Jardins antiques. Grèce – Gaule – Rome (= Regards sur l’antiquité 2). Infolio, Gollion 2010, ISBN 978-2-88474-168-2